# Yoli
Yoli, también conocido como Yoli de Acapulco, es un refresco mexicano de limón que, hasta hace poco sólo estaba disponible en el estado de Guerrero y sus alrededores. Fue creada por Manuel Castrejón Gómez. La marca fue en un tiempo propiedad de Grupo Yoli, una empresa embotelladora de Coca-Cola en el estado de Guerrero. En 2013, Yoli fue adquirida por The Coca-Cola Company y en diciembre de ese mismo año comenzó a estar disponible en Toluca, Estado de México, Cuernavaca, Morelos, y alrededor de todo México.
Le receta original incluía ralladura de cáscara de limón mezclada con jugo de limón hervido y azúcar.

## Historia
En Taxco, Guerrero, en 1918 se crea el refresco bajo el nombre de "La Vencedora". En 1933, se le cambia el nombre a "Yoli". En 1938, se vendió la primera franquicia a Coca-Cola. En 1950, se inauguró la planta productora en Acapulco.
En sus inicios, la botella se sellaba con una canica y brea, característica que hacía necesario agitar la botella para abrirla. El nombre se debe a que la hija del empresario dueño de la refresquera se llama Yolanda, Yoli, de manera afectuosa.